# Lambert Schaus
Lambert Schaus (* 18. Januar 1908 in Luxemburg; † 10. August 1976) war ein luxemburgischer Europapolitiker.

## Leben
Schaus wurde als Sohn eines Juweliers in Luxemburg geboren. Er studierte Rechtswissenschaften vor allem in Paris, allerdings auch ein Semester in Bonn. 1932 wurde Schaus zum Anwalt am Luxemburgischen Appellationsgericht berufen. Noch vor dem Zweiten Weltkrieg wurde Schaus außerdem kommunalpolitisch als Luxemburger Stadtrat aktiv.
Als Schaus sich weigerte, dem von Deutschland aus gesteuerten Rechtswahrerbund beizutreten und damit die Annexion Luxemburgs zu unterstützen, wurde er 1941 von der Gestapo verhaftet und im Arbeitslager Steinigen interniert, wo er an der Reichsautobahn bauen musste. Wenig später wurde er als Zwangsarbeiter als Bürodiener im Landratsamt Cochem eingesetzt sowie später im Sudetenland und im Schwarzwald.
Nach seiner Rückkehr in die Heimat wurde er 1946 für die Chrëschtlech Sozial Vollekspartei Wirtschafts- und Armeeminister. Er war damit sowohl für den schwierigen Wiederaufbau als auch für Armee, die erste stehende Armee des Großherzogtums, überhaupt zuständig. 1948 schied Lambert Schaus wieder aus der Regierung aus und gehörte bis 1952 erneut dem Luxemburger Stadtrat an. In diesem Jahr ging er zunächst als außerordentlicher Gesandter, ab 1955 als Botschafter seines Landes in Belgien nach Brüssel. In dieser Funktion war er maßgeblich an der Ausarbeitung der europäischen Integration beteiligt. So leitete er die luxemburgischen Kommissionen beim Aushandeln des EWG- und des Euratom-Vertrags.
Am 18. Juni 1958 wurde Schaus als Kommissar für Verkehr, Inneren Markt und Landwirtschaft in die erste EWG-Kommission berufen. Dabei bemühte er sich insbesondere um eine gemeinsame Verkehrspolitik der EWG-Staaten sowie um eine Öffnung der nationalen Märkte für Verkehrs- und Transportunternehmen aus anderen Staaten.